# Les Sept Larrons en quarantaine
Pour plus de détails, voir Fiche technique et Distribution.
Les Sept Larrons en quarantaine (Seven Sinners) est un film américain réalisé par Lewis Milestone, sorti en 1925.

## Synopsis
Deux cambrioleurs, Molly Brian et Joe Hagney, s'introduisent dans le manoir des Vickers à Long Island et ouvrent le coffre-fort avant d'être surpris par un autre escroc, Jerry Winters qui leur prend leur butin. Après s'être arrangé entre eux, ils sont alors découvert par un autre couple de voleur, Pious Joe McDowell et sa femme Mamie, qui leur affirment être des amis de la famille Vickers. Plus tard, Molly, Joe et Jerry se présentent à leur tour comme les domestiques des Vickers alors qu'un médecin de campagne arrive avec son patient et décide de mettre toute la maison en quarantaine. 
À l'insu des cinq premiers voleur, le docteur et le patient sont également des escrocs qui utilisent la ruse d'une quarantaine dans le cadre de leur propre méthodologie de cambriolage. Pendant la brève quarantaine, Molly finit par tomber amoureuse de Jerry et les deux se promettent de réussir leur coup ensemble. Lorsque la police arrive enfin su les lieux, Pious Joe prend l'entière responsabilité du vol pour que Molly et Jerry puissent s'échapper.

## Fiche technique
- Titre original : Seven Sinners
- Titre français : Les Sept Larrons en quarantaine
- Réalisation : Lewis Milestone
- Scénario : Darryl F. Zanuck et Lewis Milestone
- Photographie : David Abel
- Société de production : Warner Bros.
- Pays d'origine :  États-Unis
- Format : Noir et blanc - 1,33:1 - Film muet
- Genre : comédie dramatique
- Date de sortie : 1925

## Distribution
- Marie Prevost : Molly Brian
- Clive Brook : Jerry Winters
- John Patrick : 'Handsome Joe' Hagney
- Heinie Conklin : 'Scarlet Fever' Sanders
- Claude Gillingwater : 'Pious Joe' McDowell
- Fred Kelsey : Policier